# War in the Gulf
War in the Gulf – wydana w roku 1993 przez firmę Empire trzecia (po Team Yankee i Pacific Islands) gra z cyklu symulatorów czołgu połączonych z elementami strategii.

## Rozgrywka
Fabuła rozgrywa się podczas Wojny w Zatoce Perskiej. Gracz dowodząc plutonem amerykańskich czołgów musi stawić czoła kilkunastu misjom, w którym przeciwnikiem są irackie jednostki opancerzone. Ekran gry podzielony jest na cztery części. Każda z nich stanowi okno dowodzenia czterech jednostek, co w efekcie daje kontrolę nad maksymalnie szesnastoma opancerzonymi pojazdami. Kierując poczynaniami czołgów należy przełączać się między ekranami zręcznościowymi, gdzie kierujemy pojazdem i strzelamy oraz ekranami taktycznymi, gdzie planujemy rozgrywkę, wskazując cele. Gra obsługiwana jest myszą.